# Brian May
 Sir Brian Harold May CBE, PhD, RAS (19 iulie 1947, Londra) este un muzician englez, compozitor și astrofizician. May a ajuns faimos în toată lumea, datorită faptului că este chitaristul trupei Queen, dar și a chitarei sale (Special Red) special construită de Brian May și tatăl acestuia când Brian era adolescent. 
Principalele sale contribuții componistice muzicale pentru trupă sunt: We Will Rock You, Tie Your Mother Down, I Want It All, Fat Bottomed Girls, Flash, Hammer to Fall, Save Me, Who Wants to Live Forever și The Show Must Go On.
A fost onorat cu Ordinul Imperiului Britanic (CBE), în 2005, datorită „serviciilor pentru industria muzicală și pentru caritate”. De asemenea, și-a dat doctoratul în astrofizică la Imperial College London în 2007 și a fost numit rectorul universității Liverpool John Moores din 2008 până în 2013. Deține case în Londra și în Windlesham, Surrey.  Fiind un activ susținător al drepturilor animalelor, a fost numit vice-președinte al asociației pentru drepturile animalelor RSPCA în  2012.
În 2005, într-un sondaj de opinie, postul de radio Planet Rock l-a votat pe Brian May ca al 7-lea cel mai mare chitarist al tuturor timpurilor. El a fost clasat pe locul 26 pe lista revistei Rolling Stone (100 Greatest Guitarists of All Time). În 2012, de asemenea, revista Guitar l-a clasat pe Brian May pe locul 2 în topul celor mai buni chitariști din toate timpurile.

## Tinerețe
Brian May, singurul copil al lui Harold și a lui Ruth May, s-a născut în Hampton, Londra și a urmat cursurile la o școală pentru băieți, numită Hampton Grammar School (Hampton School). În acest timp, el și-a format prima sa trupa cu vocalistul și basistul Tim Staffell, numit în 1984 după romanul lui George Orwell cu același nume. La Hampton Grammar School, el a strans zece GCE Ordinary Levels și trei A-Levels (fizică, matematică și matematică aplicată). El a studiat matematica și fizica la Imperial College London, unde a absolvit cu gradul de Bachelor of Science (Bsc.).

## Carieră muzicală

### 1968 - 1970: Smile
Brian May a format Smile în 1968. Grupul a fost alcătuit din Tim Staffell (cântăreț și basist), și mai târziu, bateristul Roger Taylor, care, de asemenea, a continuat să cânte alături de trupa Queen. Trupa a durat doar doi ani (1968-1970), deoarece Staffell a plecat în 1970, lăsând trupa cu un catalog de nouă melodii. Smile s-a reunit pentru cateva melodii, la 22 decembrie 1992. Trupa lui Taylor, The Cross, i-a făcut pe May și pe Staffell să compuna melodiile Earth și If I Were a Carpenter. May a efectuat, de asemenea, o serie de alte cântece în acea noapte.

### 1970 - 1991: Queen

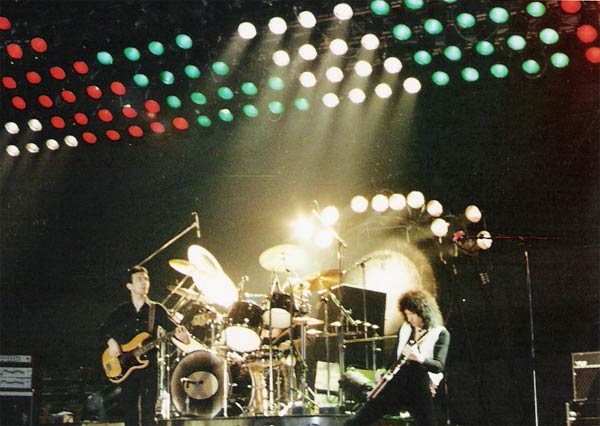
Brian May (în dreapta) pe scenă cu Queen în 1979.

May, alături de Freddie Mercury și Roger Taylor, a fost de asemenea, și vocalist al formației Queen. În cele trei părți ale vocilor armonice ale trupei Queen, May a fost, în general, vocalist inferior. În cateva cântecele de-ale sale, el este prima voce alături de Freddie Mercury, cum ar fi prima parte a melodiei Who Wants to Live Forever, I Want It All și Flash's Theme, și vocea principală a melodiilor Some Day One Day, She Makes Me (Stormtrooper in Stilettoes), 39, Good Company, Long Away, All Dead, All Dead, Sleeping on the Sidewalk, Leaving Home Ain't Easy și Sail Away Sweet Sister.
De-a lungul carierei trupei Queen, May a scris frecvent piese pentru trupă și a compus multe piese importante, cum ar fi We Will Rock You, precum și Tie Your Mother Down,Who Wants to Live Forever, Brighton Rock, The Prophet's Song, Hammer to Fall, Save Me, Fat Bottomed Girls, Flash, Now I'm Here, și I Want It All. De obicei, fie Freddie Mercury, fie May a scris cele mai multe melodii ale trupei.
După celebrul concert Live Aid, din 1985, Freddie Mercury și-a sunat colegii săi de trupă și a propus să scrie un cântec împreună. Rezultatul a fost One Vision, care a fost, practic, compus de May (documentarul Magic Years arată cum el a venit cu secțiunea de deschidere), versurile fiind scrise de către toți membrii trupei.
Începând cu albumul The Miracle (1989), trupa a decis ca toate piesele să fie creditate pentru întreaga bandă, indiferent cine este autorul principal. Totuși, interviurile și analizele muzicale au tendința de a ajuta la identificarea muncii fiecărui membru, în fiecare piesă. May a compus I Want It All, precum și Scandal (bazat pe problemele sale personale cu presa britanică). Pentru restul albumului, el nu a contribuit atât de mult creativ, deși el a ajutat la construirea bazei Party și Was It All Worth It (ambele fiind predominant piesele lui Mercury). De asemenea, a creat refrenul melodiei Chinese Torture.
Următorul album al trupei a fost Innuendo, în care contribuțiile lui May au crescut, chiar dacă s-a ocupat mai mult cu amenajarea pieselor decât cu scrierea lor. Pentru piesa de titlu, a făcut cateva aranjamente solo, apoi a adăugat armonii vocale la I'm Going Slightly Mad și a compus solo-ul melodiei These are the Days of Our Lives. El a schimbat ritmul și cheia piesei lui Mercury (The Hitman) și a luat-o sub aripa sa, cântând chiar un ghid vocal demo. May, de asemenea, a scris câteva secvențe de chitară în Bijou.
Două melodii, care au fost compuse de May pentru primul său album solo, Headlong și I Can't Live with You, au ajuns în cadrul trupei Queen. O altă operă de-a sa a fost The Show Must Go On, un efort, în care el a fost coordonatorul și compozitorul principal, iar ceilalți, Roger Taylor și John Deacon, au cântat la început, la instrumente cu coarde. În ultimii ani, el a supravegheat remasterizarea albumelor Queen și a lansat diverse DVD-uri cu cele mai mari hit-uri ale trupei. În 2004, el a anunțat că el și bateristul Roger Taylor vor merge în turneu pentru prima oară după 18 ani , sub numele de Queen, împreună cu solistul Paul Rodgers.
Considerat drept Queen + Paul Rodgers, trupa a cântat pe parcursul anilor 2005 și 2006 în Africa de Sud, Europa, Aruba, Japonia, și America de Nord și a lansat un nou album cu Paul Rodgers, în 2008, intitulat The Cosmos Rocks. Acest album a fost susținut de un mare turneu.

### 1983 - 1998: TrupaThe Brian May band
Începând cu anul 1983, câțiva membrii ai grupului muzical Queen au început să lucreze individual. Între 21 și 22 aprilie, în Los Angeles, May a înregistrat primul său album solo, intitulat Star Fleet Project, în care el a colaborat cu Eddie van Halen. May a lucrat împreuna cu chitaristul trupei Genesis, Steve Hackett la realizarea albumului Feedback 86, în care May cântă la chitară în single-ul Cassandra și în Slot Machine. Slot Machine a fost compus împreună cu May.
May a lucrat împreună cu cea de-a doua sa soție la realizarea primului ei album, Simon's Way. Din acest album face parte melodia Anyone Can Fall in Love. May a produs această melodie, care a câștigat locul 4 în UK Singles Chart, în august 1986. În 1989, May a contribuit cu chitară solo la melodia When Death Calls din albumul Headless Cross al trupei Black Sabbath și la Blow The House Down din albumul Gatecrshing al trupei Living in a Box.

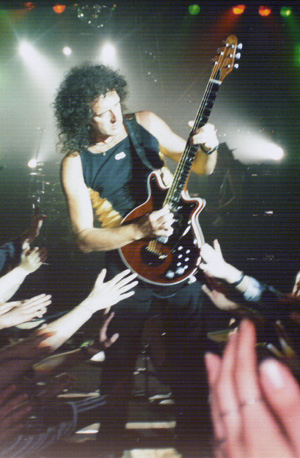
Brian May în concert în Varșovia în 1998

După moartea lui Freddie Mercury în noiembrie 1991, May s-a dus într-o clinică din Arizona, datorită faptului că a intrat într-o depresie severă. May a decis astfel să termine albumul său solo, Back to Light și apoi să meargă într-un turneu mondial pentru a-l promova. De asemenea, a precizat în multe interviuri faptul că asta este singura metodă, prin care el se poate vindeca.
După multe încercări, la sfârșitul anului 1992, s-a format trupa The Brian May band, aceasta fiind compusă din: Brian May (voce și chitară), Cozy Powell (tobe și percuție), Mike Moran și Rick Wakeman (clape) și Maggie Ryder, Miriam Stockley, Chris Thompson (voce). Componența originală a trupei a fost următoarea: Brian May (voce și chitară), Cozy Powell (tobe și percuție), Michael Casswell (chitară), Neil Murray (chitară bas), și Ryder, Stockley, Thompson (voce). Această componență a ținut foarte puțin.
May a făcut schimbări semnificative, crezând că trupa nu este bine "legată". El l-a înlocuit pe chitaristul Mike Casswell cu Jamie Moses, Ryder, Stockley, Thompson au fost înlocuiți cu Catherine Porter și Shelley Preston. Pe 23 februarie 1993, trupa The Brian May band a început turneul în Statele Unite. Turneul a avut loc și în Europa, America de Nord și în Japonia. După ce s-a terminat turneul, Brian May s-a întors înapoi la studio și, împreună cu membrii rămași (Roger Taylor și John Deacon), au început să lucreze la ultimul album al trupei Queen, Made in Heaven. Membrii trupei au luat melodiile lui Mercury și ultimele sale înregistrări, pe care le-a făcut după ce a fost lansat albumul Innuendo, și le-au completat cu vocile lor. Albumul Made in Heaven a început să fie făcut chiar după moartea lui Freddie Mercury, în 1992, de Brian May și John Deacon, dar a fost lăsat mai târziu datorită altor angajamente.
În 1995, May a început să lucreze la noul său album solo, Heroes. De asemenea, trupa The Brian May band a lansat în 1998 albumul Another World. Pe 5 aprilie 1998, Cozy Powell a murit într-un accident de mașină lângă Bristol, Anglia, ceea ce a cauzat o ruptură a trupei chiar în preajma noului turneu din cadrul albumului Another World. May l-a adus pe Steve Ferrone pentru a termina înregistrarea tobelor și pentru a susține restul trupei într-un turneu promoțional în Europa, înaintea turneului mondial. După aceea, Eric Singer l-a înlocuit pe Steve Ferrone pentru turneul mondial din 1998.

### 2000 - prezent

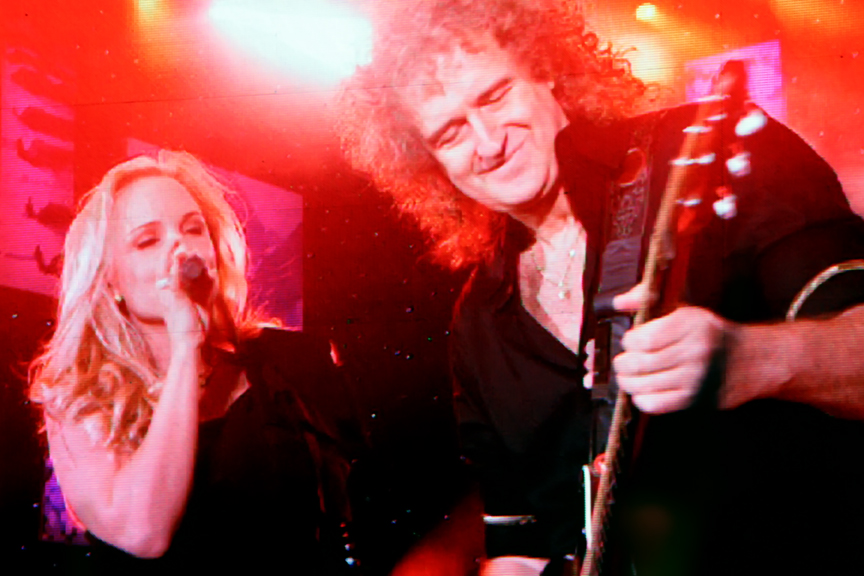
Brian May în concert cu Kerry Ellis la BBC Proms, 2010

De la ultimul său album solo din 1998, May a lucrat în calitate de artist solo și destul de rar cu Roger Taylor. Pe 22 octombrie 2000, a fost primit ca oaspete la spectacolul de aniversarea a 25 de ani de la înființarea trupei Motörhead la Brixton Academy cu Eddie Clarke (chitaristul trupei Motörhead) pentru a cânta piesa Overkill. În 2005, el a fost făcut Comandant al Ordinului Imperiului Britanic pentru toate serviciile aduse industriei muzicale. May este prieten foarte bun cu Phil Collins și a fost invitat ca oaspete special pentru concertul reuniunii trupei Genesis la Stadionul Twickenham în 2007.
May a lucrat foarte mult cu actrița Kerry Ellis, după ce a făcut-o faimoasă în piesa We Will Rock You. El i-a aranjat albumul de debut, Anthems (2010), o urmare al EP-ului Wicked in Rock(2008), precum și faptul că a cântat live cu ea, pe scenă. El, de asemenea, a contribuit cu un solo la albumul cântărețului american Meat Loaf, Hang Cool, Teddy Bear. Împreună cu Elena Vidal, May a lansat o carte istorică în 2009, intitulată A Village Lost and Found. Această carte este o colecție de fotografii stereoscopice făcute de T. R. Williams, în timpul reginei Victoria. May a devenit pasionat de fotografii stereoscopice din copilărie, și de prima lucrare a lui Williams la sfârșitul anilor '60. În 2003, May a anunțat că va începe să caute locația imaginilor din Scenes in Our Village. În 2004, May a precizat faptul că el tocmai a identificat locația, aceasta fiind Hinton Waldrist, Oxfordshire.
Pe 20 mai 2009, May și cu colegul său de la trupa Queen, Roger Taylor, au cântat piesa We Are the Champions live la sesiunea finală a concursului American Idol cu câștigătorul Kris Allen și cu Adam Lambert, care a ajuns pe locul 2 în competiție. În  2009, May a apărut împreună cu Roger Taylor la X Factor, interpretând piesa Bohemian Rhapsody. În  2010, May a fondat Save Me, un proiect care avea rolul de a promova drepturile animalelor din Marea Britanie. În  2011, May a anunțat faptul că o va însoți pe Kerry Ellis în turneul ei, cântând de 12 ori în Marea Britanie în  2011.
Pe 18 aprilie 2011, Lady Gaga a confirmat faptul că May va cânta la chitară la melodia ei Yoü and I din ultimul ei album Born This Way, lansat pe 23 mai 2011. În  2011, May a cântat cu Tangerine Dream la festivalul Starmus în Tenerife, pentru a celebra 50 de ani de la prima expediție pe Lună a lui Yuri Gagarin.
Pe 26 august, May a cântat We Will Rock You și Welcome to the Black Parade împreună cu trupa americană de rock, My Chemical Romance, la festivalul din Reading. Pe 28 august, May a cântat You and I cu Lady Gaga la preimiile 2011 MTV Video Music Awards la teatrul Nokia din Los Angeles. Pe 10 octombrie, May a fost invitat la reuniunea trupei britanice de rock The Darkness la un show "intim" dintr-un club, cu susținerea trupei Dark Stares. Fiind demult un fan al trupei Dark Stares, May a cântat împreună cu această trupă pe scenă trei melodii, incluzând melodia trupei Queen, Tie Your Mother Down, la Hammersmith Appolo.

### MTV Europe Music Award for Global Icon
La premiile 2011 MTV Europe Music Awards, de pe 6 noiembrie, Queen a primit premiul MTV Europe Music Award for Global Icon. Queen a încheiat această ceremonie cântând cu Adam Lambert, The Show Must Go On, We Will Rock You și We Are the Champions. Această colaborare între Queen și Adam Lambert a câștigat reacții pozitive atât din partea fanilor, cât și din partea criticilor. Queen + Adam Lambert a cântat două spectacole la Hammersmith Apollo, Londra, pe 11 și pe 12 iulie 2012. Un al treilea concert în Londra a fost adăugat pe 14 iulie 2012. Pe 30 iunie, Queen + Adam Lambert a cântat în Kiev, la un concert comun cu Elton John pentru fundația Elena Pinchuk ANTIAIDS Foundation. Queen a cântat, de asemenea, cu Adam Lambert pe 3 iulie la Stadionul Olimpic din Moscova, și pe 7 iulie la Stadionul Municipal din Wroclaw, Polonia.

### Jocurile Olimpice din 2012 de la Londra
Pe 12 august 2012, Queen a cântat la Ceremonia de încheiere a Jocurilor Olimpice de vară din 2012 din Londra. Pe 16 septembrie, May a apărut la concertul de caritate Sunflower Jam, de la Royal Albert Hall, cântând cu basistul John Paul Jones (Led Zeppelin), cu bateristul Ian Paice (Deep Purple), și cu vocaliștii Bruce Dickinson (Iron Maiden) și Alce Cooper. Pe 20 septembrie 2013, Queen + Adam Lambert a cântat la iHeartRadio Music Festival, la MGM Grand Hotel & Casino, în Las Vegas.
În 2014, May a înregistrat coloana sonoră a filmului britanic 51 Degrees North, Filmul va apărea în premieră la Starmus Festival.

### 2004 - 2009: Queen + Paul Rodgers

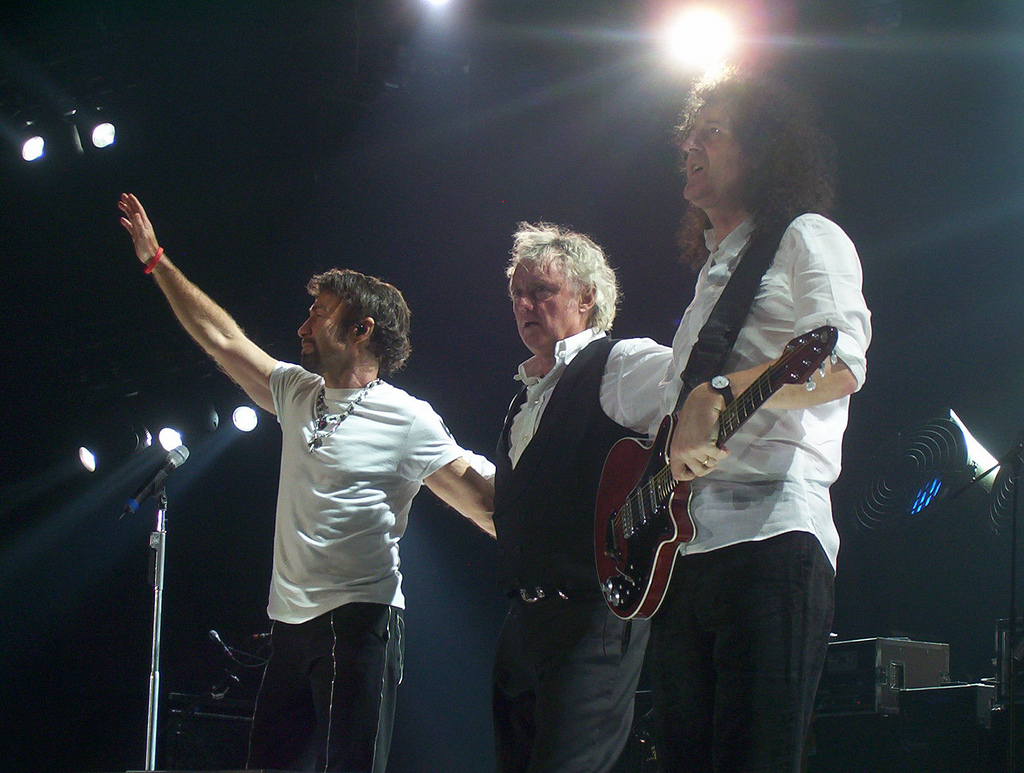
Queen + Paul Rodgers în turneu în 2005.

La sfârșitul anului 2004, May și Taylor au anunțat că se vor reuni și vor merge din nou în concert, cu Paul Rodgers (fondatorul și vocalistul trupei Free și Bad Company). Site-ul lui Brian May a precizat faptul că Rodgers va susține trupa Queen ca Queen + Paul Rodgers, fără a avea intenția de a-l înlocui pe Freddie Mercury. De asemenea, John Deacon a anunțat ca nu va participa în această fuziune.
Între 2005 și 2006, Queen și Paul Rodgers au început turneul Queen + Paul Rodgers, prima etapă fiind în Europa, iar a doua, în Statele Unite și Japonia în 2006. Pe 25 mai 2006, Queen a primit onoruri de la VH1 Rock Honors, la Mandalay Bay Events Center, în Las Vegas, Nevada, unde May și Taylor s-au reunit pe scenă împreună cu trupa Foo Fighters pentru a cânta câteva melodii ale trupei Queen. Pe 15 august 2006, May a confirmat prin site-ul său web că Queen + Adam Lambert va produce primul său album studio în . Albumul intitulat The Cosmos Rocks, a fost lansat în Europa pe 12 septembrie 2008 și în Statele Unite pe 28 octombrie 2008. Apoi, trupa a mers în turneu în Europa și în Statele Unite. Turneul a început în Ucraina, în Harkiv, în fața a 350.000 de fani ucraineni. Concertul din Ucraina a fost, mai târziu, lansat pe DVD. Queen + Paul Rodgers s-au separat oficial pe 12 mai 2009. Totuși, Paul Rodgers nu exclude posibilitatea unei noi reuniuni.

## Repere

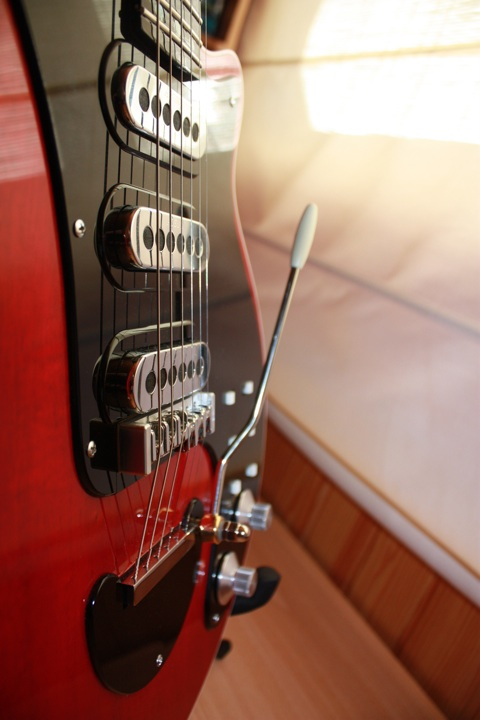
Chitara Red Special.

Brian May a început să compună muzică între anii 1968 și 1969, și de-a lungul anilor el a lucrat cu alți interpreți, incluzându-l pe Frank Musker, cu care a scris Too Much Love Will Kill You și pe Elizabeth Lamers, a cărei muzică a câștigat premiul Ivor Novello Awards pentru cel mai bun cântec în 1996. Fiind un aranjator meticulos, el se concentrează pe armonii, câteodată mai mult pe contrapunct decât pe muzica paralelă, ceea ce este un lucru foarte rar pentru o chitară electrică. Exemple de acest gen sunt întâlnite în albumele formației Queen, A Night At The Opera și A Day At The Races, unde a aranjat coloană de jazz pentru mini-orchestra de chitare ("Good Company"), o voce ("The Profet's Song") și chitară și o voce contrapunctală ("Teo Teoriate").
May a explorat multe stiluri ale chitarei, incluzând sweep-picking ("Was It All Worth It", "Chinese Torture"), tremolo("Brighton Rock", "Stone Cold Crazy", "Death on Two Legs", "Sweet Lady", "Bohemian Rhapsody", "Get Down Make Love", "Dragon Attack"), tapping ("Bijou", "It's Late", "Resurrection", "Cyborg", "Rain Must Fall", "Business", "China Belle", "I Was Born To Love You"), slide guitar ("Drowse", "Tie Your Mother Down"), Hendrix sounding licks ("Liar", "Brighton Rock"), tape-delay ("Brighton Rock", "White Man") și secvențe melodice ("Bohemian Rhapsody", "Killer Queen", "These Are the Days of Our Lives"). Câteva piese solo de-ale sale și părți orchestrale au fost compuse de Freddie Mercury, care apoi i-a cerut lui May să le aducă la viață ("Bicycle Race", "Lazing on a Sunday Afternoon", "Killer Queen", "Good Old Fashioned Lover Boy"). De asemenea, May a efectuat piese acustice remarcabile, incluzând versiunea live de chitară acustică a piesei "Love of My Life", partea solo a piesei "White Queen" și influența de skiffle în piesa "'39".
În ianuarie 2007, cititorii revistei Guitar World au votat piesele solo ale lui Brian May "Bohemian Rhapsody", "Brighton Rock" în topul celor mai bune 50 de melodii din lume ("Bohemian Rhapsody" a fost clasat pe locul 20, iar "Brighton Rock" pe locul 41).
Fiind ajutat de unicitatea chitarei sale, Red Special, May a avut posibilitatea de a crea efecte ciudate și neobișnuite. De exemplu, el a putut să imite o orchestră în melodia "Procession", iar în "Get Down, Make Love" a putut să creeze multe efecte ciudate cu chitara sa; în "Good Company" el a folosit chitara sa pentru a mima un trombon. May a folosit, de asemenea, chitara sa pentru a crea efectul de "clopoțel" în Bohemian Rhapsody.

## Instrumente
Primul instrument, la care Brian May a învățat să cânte, a fost Banjo ukulele, instrument folosit în melodia formației Queen, "Bring Back That Leroy Brown". Pentru piesa "Good Company" el a folosit un ukulele baritonal obișnuit, pe care l-a cumpărat din Hawaii într-o vacanță. Ocazional, May a mai înregistrat melodii cu alte instrumente cu corzi, cum ar fi harpa, sau chitara bas.
Ca și copil, el a fost învățat să cânte la un pian clasic. Chiar dacă Freddie Mercury a fost principalul pianist din formație, May a cântat de foarte puține ori la pian (cum ar fi în piesele: "Save Me", "Flash", "Who Wants To Live Forever"). Începând cu anul 1979, el a cântat și la sintetizatoare, live ("Wedding March", "Let Me Live") și programate, atât pentru Queen, cât și pentru alte proiecte (cum ar fi, de exemplu, pentru trupa sa).
May este, totodată, un cântăreț desăvârșit. De la albumul Queen II la albumul The Game, May a contribuit cu vocea la cel puțin o melodie din fiecare album. May a cooperat la contribuirea compunerii mini-operei Il Colosso cu Lee Holdbridge, pentru filmul lui Steve Barron, The Adventures of Pinocchio (1996). May a cântat acea operă cu Jerry Hadley, Sissel Kyrkjebo și Just William. Pe ecran, această operă a fost cântată de păpuși.

## Influențe muzicale

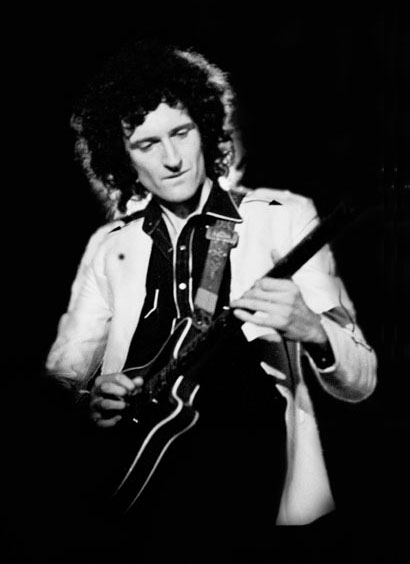
May cântând la Red Special, 1979

Brian May a fost menționat ca fiind un chitarist vituos de multe publicații și de alți muzicieni. El a apărut în multe sondaje de muzică rock, și în 2011, a fost clasat pe locul 26 în revista Rolling Stone, în lista celor mai buni chitariști din lume (Rolling Stone's 100 greatest guitarists of all time). Fostul vocalist al trupei Van Halen, Sammy Hagar, a precizat faptul că Brian May are cele mai grozave tonuri de chitară din lume și că iubește foarte mult cum cântă el la chitară. May, în principal, a folosit chitara sa, Red Special, pe care a proiectat-o când avea doar 16 ani. Ea a fost construită din lemnul unui șemineu din secolul al XVIII-lea.
| “ | Îmi place un gât mare - subțire, plat și larg. Am lăcuit griful cu o substanță numită Rustin's Plastic Coating. Tremolo-ul este foarte interesant prin faptul că brațul a fost făcut dintr-un coș al unei biciclete vechi, iar mânerul este de la capătul unui ac de tricotat și arcurile sunt supapele de la o motocicletă veche. - Brian May | ” |

La ciupirea corzilor, Brian May preferă să utilizeze monede (în special, monede de 6 pence din 1970), în locul tipicelor pene de chitară, deoarece monedele sunt mai rigide și oferă mai mult control atunci când cânți la chitară. Astfel, se știe motivul pentru care el poartă multe monede în buzunare.
Primele influențe ale lui Brian May au fost Cliff Richard și The Shadows, pe care îi considera drept cei mai buni interpreți de heavy-metal din lume. Mulți ani mai târziu, el a avut ocazia de a cânta de câteva ori pe scenă, atât cu Cliff Richard, cât și cu chitaristul trupei The Shadows, Hank Marvin. El a colaborat, de asemenea, cu Cliff Richard într-o re-înregistrare al hit-ului din 1958, Move It, care a fost lansat pe 6 noiembrie 2006. Brian May a precizat faptul că The Beatles, Led Zeppelin, The Who și Jimi Hendrix au fost cele mai remarcabile influențe ale sale. Într-un interviu acordat postului de radio BBC, May a menționat că Jimi Hendrix, Jeff Beck și Eric Clapton au fost cei mai importanți chitariști ai lui. În 1991, într-un interviu acordat revistei Guitar World magazine, May a considerat trupa The Who drept "inspirația mea", cât despre Led Zeppelin, el a precizat că "Noi obișnuiam să ne uităm la aceși tipi și să ne gândim că așa ar trebui să fie bine." Influențat de Jimmy Page, May a menționat că: "Nu cred că ar fi cineva care să rezume riff-ul mai bine decât Jimmy Page - el este unul dintre cei mai buni chitariști."
În timpul în care May și tatăl său făceau chitara Red Special, May și-a făcut planuri să facă o a doua chitară. Dar, deoarece Red Special avea un succes mare, el a hotărât să nu mai construiască o altă chitară. Aceste planuri au dus la modificarea unei chitare Luthier în 2004 - 2005. Noua chitară a fost numită Cazmaua ("The Spade"), datorită formei pe care o avea. Cu toate acestea, chitara a mai fost numită Chitara pe care timpul a uitat-o ("The Guitar That Time Forgot").

## Echipament

### Chitare și clape
Munca lui Brian May, atât live, cât și în studio, se datorează chitarei sale, Red Special, pe care a construit-o împreună cu tatăl său, un inginer electric, în timpul adolescenței. Începând cu anul 1975, el a avut și alte chitare, unele dintre ele fiind folosite live, în concerte, și la înregistrări, iar altele erau doar niște rezerve. Cel mai faimoase modele de chitară au fost făcute de John Birch: Greco BM90 (care a apărut în videoclipul piesei Good Old-Fashioned Lover Boy, în 1977), Guild (pe care a folosit-o în perioada 1984 - 1993), Fryers (folosită în perioada 1997 - 1998, atât live, cât și la studio) și Guyton (folosită din 2003 și până în prezent). Pe scenă, May obișnuia să ia cu el cel puțin o chitară de rezervă (în caz că se rupe o coardă) și, în mod ocazional, folosește altele pentru câteva melodii sau părți dintr-o melodie.
În prezent, May deține o companie, care face chitare, ale căror design este asemănător cu cel al chitarei Red Special.
- iulie 1973 – mai 1974: Fender Stratocaster Pre-CBS
- octombrie 1974 – mai 1975: Gibson Les Paul Deluxe, și Stratocaster-ul din turneul precedent.
- noiembrie 1975 – mai 1976: Aceleași două chitare de mai devreme , plus o copie a chitarei Red Special făcută de John Birch.
- septembrie 1976: Acealeași trei de mai devreme, plus un Martin D-18 acustic pentru piesa "'39".
- ianuarie 1977 – august 1979: Doar copia lui Birch plus un Ovation Pacemaker acustic cu 12 corzi în câteva melodii ("'39", "Love of My Life", "Dreamer's Ball").
- noiembrie 1979 – iunie 1982: Copia lui Birch (de ajutor), Fender Telecaster ("Crazy Little Thing Called Love" pentru cel de-al doilea vers, pentru partea de mijloc și pentru solo), Ovation.
- iulie – noiembrie 1982: A adăugat un Gibson Flying V ca cel de-al doilea ajutor. pe 9 august 1982 Brian a distrus chitara lui Birch, așa că Flying V a devenit o rezervă.
- august – octombrie 1984: Flying V-ul a devenit din nou o chitară de ajutor, deoarece cea mai importantă rezervă a sa era doar o copie Guild. El a folosit, de asemenea, chitara lui Roger Taylor, "Gibson Chet-Atkins Classical Electric".
- iulie 1985 – august 1986: Gibson Flying V nu mai este folosit deloc. Celelalte rămân neschimbate..
- În 2012, el aprimit o copie a chitarei Red Special cu două gâturi, cel de-al doilea având 12 corzi. El a folosit această chitară doar în câteva concerte cu Adam Lambert, acum fiind capabil de a cânta partea cu cele 12 corzi din versiunea de studio a piesei "Under Pressure live".[103]

El, acum, are un Guild cu 12 corzi, în locul Ovation Pacemaker-ului său. Câteva dintre chitarele non - RS electric, pe care le-a folosit în studio sunt:
- Burns Double Six în "Long Away" (1976) și "Under Pressure" (1981).
- Fender Telecaster în "Crazy Little Thing Called Love" (1979). A fost folosită și în videoclipul piesei (dar nu și la înregistrarea ei) "Back Chat" (1982).
- Gibson Firebird în "Hammer to Fall" și "Tear It Up" (doar în versiunea albumelor, nu și pe scenă).
- Ibanez JS în "Nothing But Blue" (1991).
- Parker Fly în "Mother Love" (1993–1995).

Pentru acustică, lui îi plac: Ovation, Martin, Tōkai Hummingbird, Godin și Guild. În două videoclipuri, el a folosit, de asemenea, câteva chitare electrice diferite: o copie a Stratocaster-ului în "Play The Game" (1980), și un Washburn RR2V în "Princes of the Universe" (1986).
În 1984, Guild a lansat prima copie oficială a chitarei Red Special pentru fabricare, și a făcut câteva copii pentru Brian May. Cu toate acestea, construcția solidă a corpului (RS-ul original are găuri în corp) și pick-up-urile (DiMarzio) nu erau o copie bună a Burns TriSonic-ului care să-l facă pe May fericit, așa că producția s-a oprit după fabricarea a doar 300 de chitare. În 1993, Guild a făcut o a doua copie a RS-ului, fiind făcute doar 1000 de chitare. May a luat câteva și le-a folosit ca rezerve. În acest moment, el folosește două chitare făcute de Greg Fryer - luthier-ul, care a înlociut chitara Old Lady în 1998. Ele sunt identice cu originalul, cu excepția logo-ului Fryer din față (originalul are o monedă de 6 pence).
În studio, May a folosit sintetizatoare Yamaha DX7 pentru secvența de început a piesei One Vision și fundalul de la Who Wants to Live Forever, Scandal și The Show Must Go On. El a folosit, de asemenea, pianul lui Freddie Mercury (Steinway piano), pe care îl deține acum. May a fost pasionat de folosirea unor jucării drept instrumente. El a folosit un pian de plastic Yamaha în piesa Teo Torriatte și un instrument japonez de jucărie numit koto în The Prophet's Song. El a folosit, de asemenea, un ukulele - banjo în piesele Bring Back That Leroy Brown și Good Company.

### Amplificatori și efecte
May a folosit amplificatori Vox AC30, aproape totdeauna, de când l-a întâlnit pe Rory Gallagher la un concert de-al său, în Londra, între sfârșitul anilor '60 și începutul anilor '70. În mijlocul anilor '70, el a folosit 6 dintre amplificatori, cu un delay Echoplex, conectat la un alt amplificator, și un al doilea Echoplex conectat, și el, la un alt amplificator; el a utilizat un homemade booster, pe care l-a avut tot timpul. O altă alegere a lui Brian May a fost AC30TBX, versiunea top-boost cu difuzoare Blue Alnico, care fac ca amplificatorii să aibă volumul maxim. De asemenea, el își personalizează amplificatoarele prin înlăturarea circuitelor cu canalele Brilliant și Vib-trem, care schimbă puțin tonalitatea cu 6 - 7 dB. El folosit, întotdeauna, un treble booster, care împreună cu AC30 și amplificatorul Deacy Amp, construit de basistul trupei Queen, John Deacon, a ajutat foarte mult la crearea multor tonuri ale chitarei sale. El a mai folosit un Dallas Rangemaster pentru primele albume ale trupei Queen, până la albumul A Day At The Races.
În timpul concertelor live, el folosește amplificatori Vox AC30, menținând câteva amplificatoare conectate la doar o singură chitară și altele cu toate efectele cum ar fi delay-ul, flanger-ul, sau chorus-ul. El are o gamă de 14 amplificatoare Vox AC30, care sunt grupate în: Normal, Chorus, Delay 1, Delay 2. Pe claviatura sa de pedală, May are un comutator obișnuit, făcut de Cornish, și ulterior modificat de Fryer, făcându-l pe May să aleagă ce amplificatori sunt activi. El folosește, de asemenea, o pedală Boss din anii '70, care poate fi auzită în piesa In The Lap of The Gods (Live at Wembley '86), sau în Hammer to Fall(varianta scurtă, cântată de Paul Rodgers). Totodată, el mai folosește un Foxx Foot Phaser ("We Will Rock You", "We Are the Champions", "Keep Yourself Alive", etc.) și două mașini de întârziere pentru a cânta partea sa solo, din piesa "Brighton Rock".

## Viața personală

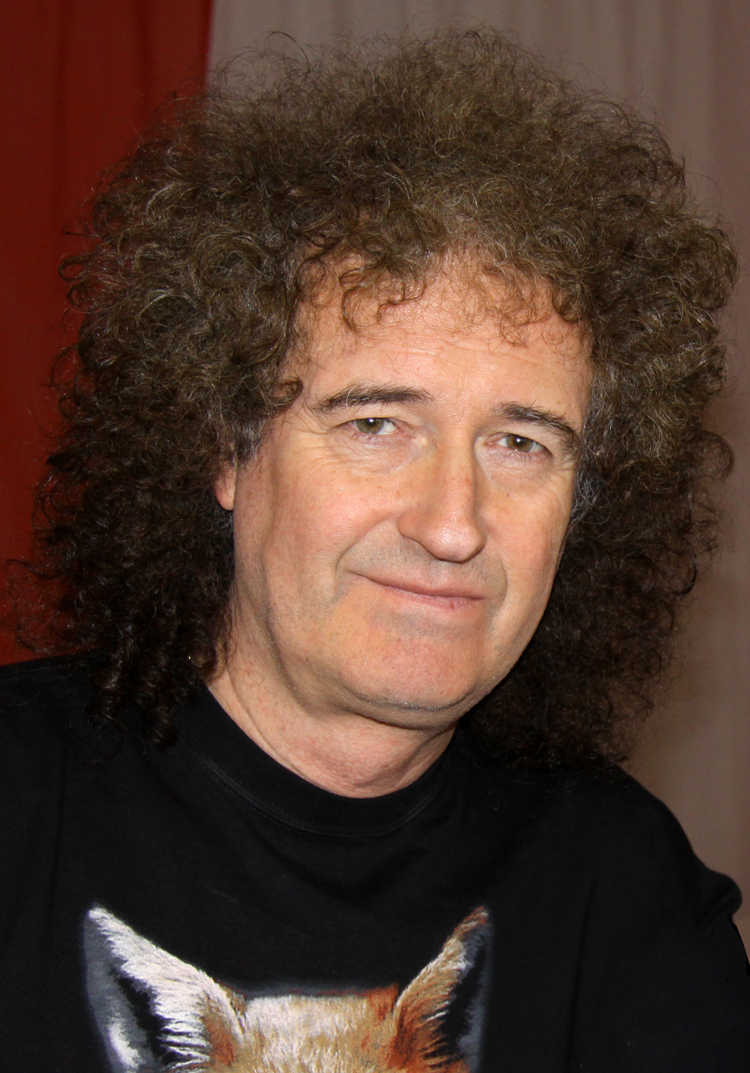
Brian May în 2010

Între 1974 și 1988, May a fost căsătorit cu Chrissie Mullen, care este mama a trei copii: Jimmy, născut pe 15 iunie 1978; Louisa, născută pe 22 mai 1981 și Emily Ruth, născută pe 18 februarie 1987. May și Chrissie s-au despărțit în 1988. Separarea lor și eventualul divorț a fost publicat de tabloidele britanice, susținând faptul că, Brian May ar avea o relație cu actrița Anita Dobson, care s-a întâlnit cu el în 1986. Anita Dobson a fost populară în anii '80, având numele de Angie Watts. După un concert din Wembley Stadium, ea l-a inspirat pe el să scrie hit-ul I Want It All (1989). Ei s-au căsătorit pe 18 noiembrie 2000.
El a menționat în câteva interviuri că a suferit de o depresie severă la sfârșitul anilor '80 și la începutul anilor '90, ajungând chiar la gânduri de sinucidere, datorită problemelor din prima căsătorie, percepută ca un eșec, moartea tatălui său , Harold, dar și boala pe care o avea Freddie Mercury și moartea acestuia.
Tatăl lui May, Harold, a lucrat ca un proiectant, la Ministerul Aviației Britanice, el fiind de mult timp fumător. Astfel, May urăște fumatul, ajungând chiar să interzică fumatul în multe concerte de-ale sale. Tatăl său a fost foarte dezamăgit de faptul că fiul său, Brian May, a abandonat cursurile pentru a deveni un cântăreț de muzică rock, dar după ce părinții lui au zburat cu avionul până la New York, ca să participe la primul concert al trupei Queen, atunci tatăl său a recunoscut că e bine ceea ce a făcut. Potrivit ziarului The Sunday Times, May are o avere de 85 de milioane de lire sterline sau aproape 135 de milioane în anul 2011.
Brian May este vegetarian.

## Astrofizica
May a studiat fizica și matematica la Imperial College London, trecând cu o notă BSc (Hons) și ARCS-ul (Associateship of the Royal College of Science) în fizică cu o notă foarte bună (Upper Second-Class Honours). Între 1970 și 1974, el a studiat pentru o notă PhD la Imperial College London, studiind lumina reflectată din praful interplanetar și viteza prafului în planul Sistemului Solar. Când trupa Queen a început să fie faimoasă în 1974, el și-a abandonat doctoratul, dar, în schimb, a ajutat la editarea a două cărți științifice: MgI Emission in the Night-Sky Spectrum (1972)  și An Investigation of the Motion of Zodiacal light Particles (Part I) (1973), care erau bazate pe observațiile sale de la Observatorul Teide, din Tenerife.
În octombrie 2006, May s-a reînscris pentru PhD-ul său la Imperial College și și-a prezentat teza sa de doctorat în august 2007. Pe lângă vechea lucrare, May și-a revizuit lucrarea despre praful zodiacal, deoarece au intervenit multe alte lucruri în ultimii 33 de ani, cum ar fi descoperirea benzilor de praf zodiacal, de către satelitul IRAS, trimis de NASA. După un examen oral, teza revizuită (A Survey of Radial Velocities in the Zodiacal Dust Cloud) a fost aprobată în septembrie 2007, adică la 37 de ani după ce a fost începută. El a putut să-și prezinte teza, datorită cercetărilor infime din ultima perioadă, dar și datorită faptului că Brian May a descris acest subiect ca fiind la modă în anii 2000. El a absolvit doctoratul la ceremonia de acordare a premiilor la Imperial College, ținută la Royal Albert Hall, pe 14 mai 2008.
În octombrie 2007, May a fost numit un Visiting Researcher la Imperial College, el fiind și acum interesat de astronomie și implicat în Grupul Astrofizicienilor din Imperial College.
El este co-autorul, cu Patrick Moore și Chris Lintott, cărților intitulate Bang! – The Complete History of the Universe (2006) și The Cosmic Tourist(2012).
Asteroidul 52665 Brianmay a fost numit în onoarea lui pe 18 iunie 2008, la cererea lui Patrick Moore, probabil influențat de denumirea 1998 BM30.
May a apărut în cel de-al 700-lea episod al emisiunii The Sky at Night, găzduită de Patrick Moore, Chris Lintott, Jon Culshaw, Prof. Brian Cox, și de Martin Rees, care i-a spus la plecare lui Brian May că: "Nu știu un alt cercetător care să semene atât de mult cu Isaac Newton ca tine". May a fost, de asemenea, invitatul primului episod din cel de-al treilea sezon al emisiunii BBC, Stargazing Live, pe 8 ianuarie 2013.
Pe 17 noiembrie 2007, May a fost numit rectorul universității Liverpool John Moores,

### Ziua Asteroidului (Asteroid Day)
Ziua Asteroidului (Asteroid Day) este o mișcare anuală globală de conștientizare, în care oamenii din toată lumea, învață despre asteroizi și despre ce putem face ca să protejăm planeta noastră. Această zi va avea loc, anul ăsta, pe 30 iunie 2015. Aceasta a fost co-înființată de regizorul Grigorij Richters și de Brian May. Peste 100 de astronauți, savanți și artiști, precum Richard Dawkins, Bill Nye, Peter Gabriel, Jim Lovell, Alexei Leonov, Bill Anders, Kip Thorne, Lord Martin Rees, Chris Hadfield, Rusty Schweickart și Brian Cox au semnat declarația Asteroid Day Declaration. Ziua Asteroidului a fost lansată oficial pe 3 decembrie 2014.

## Activism

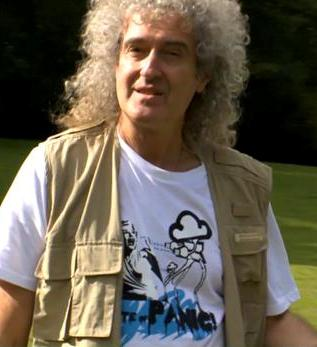
May filmând pentru emisiunea The One Show în 2011 pentru campania împotriva vânatului de bursuci.

May a format un grup pentru a promova bunăstarea animalelor. În ciuda faptului că el a susținut toată viața Partidul Conservator, el a menționat faptul că datorită politicii de vânare a vulpilor și a bursucilor, el nu a mai votat Partidul Conservator în alegerile din 2010. Grupul lui, numit Save Me (numit după melodia trupei Queen, Save Me), luptă pentru protecția animalelor și, implicit, împotriva tratamenelor crude și umilitoare, la care sunt supuse animalele; cu un accent deosebit pentru prevenirea vânării vulpilor și sacrificarea bursucilor. Principalul scop al acestui grup este acela de a asigura că legea Hunting Act 2004 și alte legi asemănătoare pentru protecția animalelor sunt menținute.
Într-un interviu, din  2010, cu Stephen Sackur, în cadrul emisiunii BBC, HARDtalk, May a afirmat faptul că el va rămâne în istorie pentru faptul că luptă pentru drepturile animalelor, nu pentru muzică sau pentru cariera științifică. May este un susținător devotat al asociațiilor RSPCA, International Fund For Animal Welfare, League Against Cruel Sports, PETA UK și Harper Asprey Wildlife Rescue.
În  2012, May a contribuit la prefața unei lucrări, publicată de think tank-ul grupului Bow Group, cerând guvernului britanic să-și revizuiască planurile de a sacrifica mii de bursuci pentru a controla TB-ul bovinelor, precizând că majoritatea rezultatelor studiillor de ucidere a bursucilor, arată faptul că sacrificarea lor nu este cea mai bună soluție. Această lucrare a fost autorizată de Graham Godwin-Pearson, cu contribuțiile savanților de tuberculoză.
În 2013, May s-a alăturat chitaristului francez, Jean-Pierre Danel, pentru a face caritate, pentru beneficiul drepturilor animalelor din Franța. Cei doi chitariști au semnat chitare și au făcut fotografii, ei fiind însoțiți și de Hank Marvin.
Tot în 2013, May a făcut o echipă din: actorul Brian Blessed, caricaturistul Jonti "Weebl" Picking plus grupurile pentru drepturile animalelor, cum ar fi RSPCA, formând Echipa Bursuc ("Team Badger"), o coaliție de organizații care s-au unit pentru a lupta împotriva vânării bursucilor. Împreună cu Weebl și cu Blessed, May a înregistrat un single, Save The Badger Badger Badger, un mash-up al desenului lui Weebl din 2003, meme, al melodiei Badger Badger Badger, și al melodiei trupei Queen, Flash, acest mash-up fiind cântat de Blessed. Weebl a făcut videoclipul, făcând o parodie atât la animația originală, cât și la o secvență din piesa formației Queen, Flash. La 1 septembrie 2013, Save The Badger Badger Badger s-a clasat pe locul 79 în clasamentul UK Singles Chart, locul 39 în UK iTunes  și locul 1 în iTunes Rock Chart.

## Stereofotografie
May a avut interesul de a colecționa stereofotografii victoriene pe tot parcursul vieții sale. În 2009, împreună cu Elena Vidal, a publicat cea de-a doua carte a sa, A Village Lost and Found (Un sat pierdut și gasit), fiind bazată pe munca inovatorului stereofotografiei engleze, T. R. Williams. El a fost premiat cu medalia The Royal Photographic Society's Saxby Medal în 2012, pentru munca sa în domeniul imaginilor tri-dimensionale.
May a făcut o contribuție mare pentru a însoți cartea la expoziția 'Stereoscopic Photographs of Pablo Picasso by Robert Mouzillat', la muzeul Holburne din Bath, Marea Britanie, din februarie 2014 până în iunie 2014. Această carte conține o secțiune cu fotografiile lui Pablo Picasso în studio-ul său, la corida de la Arles și în grădina sa.
Achiziționarea primei sale imagini 3D, în 1973, l-a făcut pe May să înceapă să caute despre Les Diableries, acestea fiind fotografii stereoscopice cu scene din viața de zi cu zi din iad. Pe 10 octombrie 2013 cartea 'Diableries: Stereoscopic Adventures in Hell' de Brian May, Denis Pellerin și Paula Fleming a fost publicată.

## Discografie
cu trupa Queen
- "Keep Yourself Alive" (1973)
- "Some Day, One Day" (1974)
- "She Makes Me (Stormtrooper in Stilettoes)" (1974)
- "'39" (1975)
- "Good Company" (1975)
- "Long Away" (1976)
- "All Dead, All Dead" (1977)
- "Sleeping on the Sidewalk" (1977)
- "Fat Bottomed Girls" (1978)
- "Leaving Home Ain't Easy" (1978)
- "Sail Away Sweet Sister" (1980)
- "Flash" (1980) cu Freddie Mercury
- "Put Out the Fire" (1980)
- "Las Palabras de Amor" (1982)
- "I Go Crazy" (1984)
- "Who Wants to Live Forever" (1986)
- "I Want It All" (1989) cu Mercury
- "Lost Opportunity" (1991)
- "Mother Love" (1995)
- "Let Me Live" (1995)
- "No-One but You (Only the Good Die Young)" (1997) cu Taylor

solo
- Back to the Light (1992)
- Another World (1998)
- Furia (2000) - coloană sonoră